# Groupe de NGC 4856
Le groupe de NGC 4856 comprend au moins cinq galaxies situées dans la constellation de la Vierge. La distance moyenne entre ce groupe et la Voie lactée est d'environ 26,2 Mpc (∼85,5 millions d'al). 

## Membres
Le tableau ci-dessous liste les cinq galaxies du groupe indiquées dans l'article de A.M. Garcia paru en 1993.
| Nom            | Class.   | Type                     | α (J2000.0)   | δ (J2000.0)  | Vitesse radiale (km/s) | m             | Distance (Mpc) | Diamètre (kal) |
| -------------- | -------- | ------------------------ | ------------- | ------------ | ---------------------- | ------------- | -------------- | -------------- |
| NGC 4856       | SB(s)0/a | Lenticulaire             | 12h 59m 21.3s | -15° 02′ 32″ | 1353 ± 7               | 10,5          | 24,8 ± 1,8     | 60             |
| MCG -2-33-88   | IB(s)m   | Irrégulière magellanique | 13h 00m 43.5s | -15° 42′ 56″ | 1380 ± 8               | 14,4749       | 25,2 ± 1,8     | 38             |
| MCG -3-33-27 A | IB(s)m   | Irrégulière magellanique | 13h 02m 14.4s | -17° 14′ 15″ | 755 ± 4                | 14,23 ± 0,03  | 15,9 ± 1,2     | 16             |
| MCG -3-33-32   | IAm pec  | Irrégulière magellanique | 13h 06m 18.4s | -17° 30′ 53″ | 1470 ± 1               | 15,1659       | 26,4 ± 1,9     | 41             |
| MCG -2-33-82   | IB(s)m   | Irrégulière magellanique | 13h 00m 05.1s | -15° 21′ 55″ | 1598 ± 10              | 12,63 ± 0,046 | 28,4 ± 2,0     | 21             |

- A Appartenance douteuse car elle est vraiment beaucoup plus près de la Voie lactée que les autres galaxies. La distance moyenne du groupe ne tient pas compte de cette galaxie.

Le site DeepskyLog permet de trouver aisément les constellations des galaxies mentionnées dans ce tableau ou si elles ne s'y trouvent pas, l'outil du site constellation permet de le faire à l'aide des coordonnées de la galaxie. Sauf indication contraire, les données proviennent du site NASA/IPAC.